# SAIC Volkswagen

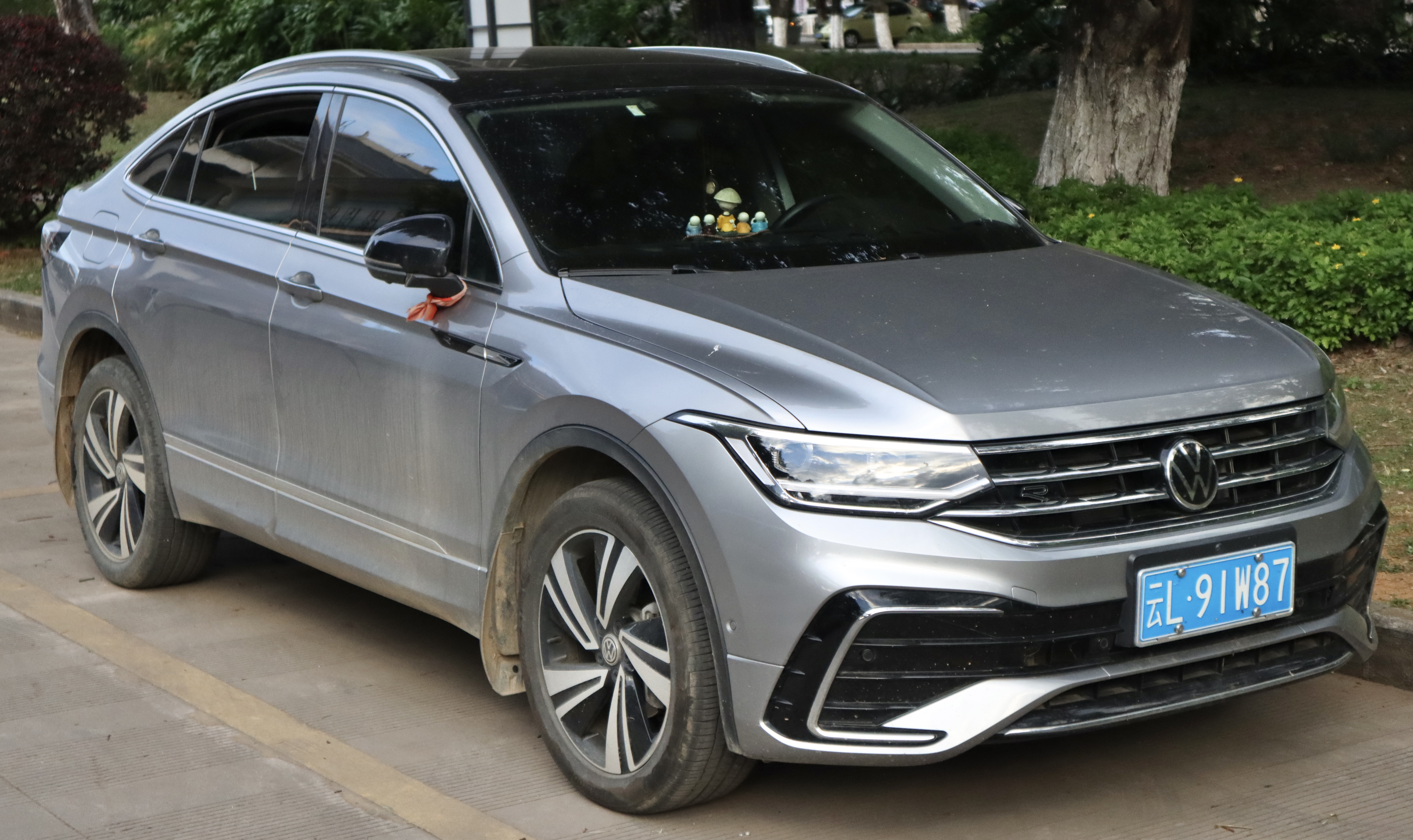
SAIC-Volkswagen Tiguan X (2020)

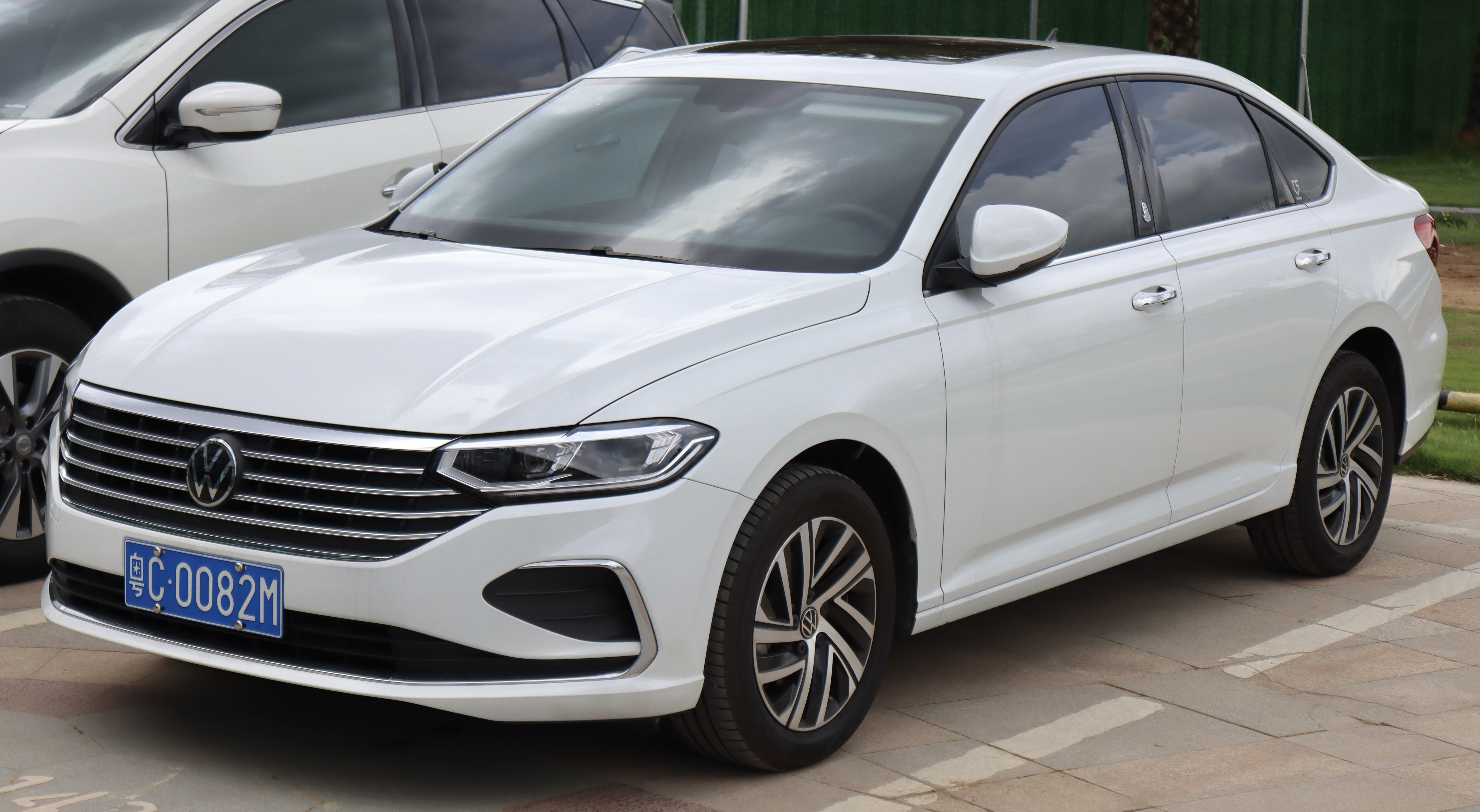
SAIC-Volkswagen Lavida (2022)

Shanghai Volkswagen – spółka typu joint venture, założona w 1984 roku przez SAIC i Volkswagen Group, zajmująca się produkcją wybranych modeli Volkswagen. Siedziba przedsiębiorstwa mieści się w Szanghaju w Chinach.